# Colares (Brésil)
Pour les articles homonymes, voir Colares.
Colares est une municipalité brésilienne située dans l'État du Pará.
Elle fut célèbre à la fin des années 1970 en raison d'attaques d'OVNIS sur la population civile qui ont donné lieu à l'opération Prato, une opération militaire destinée à enquêter sur ces attaques parfois mortelles dues à un rayon lumineux qui causait des brûlures et une nécrose très rapide de la peau touchée par le rayon. L'opération Prato dura quatre mois environ, à l'automne 1977 mais fut stoppée prématurément, trois mois environ avant la fin des attaques qui s'arrêtèrent définitivement au mois de mars 1978.